# Ekstragalaktički planeti
Ekstragalaktički planet jest egzoplanet koji se nalazi izvan naše galaksije, Mliječni Put. Zbog njihove velike udaljenosti, teško ih je otkriti izravnim opažanjima. Unatoč tomu mnogi pokazatelji ukazuju na njihovo postojanje. Međutim, trenutno najdalji potvrđeni egzoplaneti su SWEEPS-11 i SWEEPS-04, udaljeni 27.010 svjetlosnih godina, dok je promjer Mliječnog puta između 100.000 i 180.000 svjetlosnih godina, što znači da ni obični egzoplaneti unutar galaktike udaljeniji od spomenutih nisu otkriveni.
Jedini planet dosad otkriven izvan diska Mliječnog Puta nađen je u kuglastom skupu Messier 4, udaljenom 7.200 svjetlosnih godina. Riječ je o planetu PSR B1620-26c, koji kruži oko pulsara PSR B1620-26.

## Potencijalna otkrića ekstragalaktičkih planeta
Do danas postoji nekoliko slučajeva tvrdnja otkrića ekstragalaktičkih planeta. Ova otkrića još nisu potvrđena, neka su i osporena, ali to bi mogli biti prvi dosad otkriveni ekstragalaktički planeti.

### HIP 13044 b
Europski Južni Obzervatorij je 2012. godine tvrdio da je otkrio planet HIP 13044 b, koji kruži oko istoimene zvijezde pri kraju života. Riječ je o zvijezdi u zviježđu Kemijska peć, udaljenoj 2.000 svjetlosnih godina, koja je dio Helmi ostatka. Riječ je o ostatku malene galaksije koju je Mliječni Put usisao prije 6 milijarda godina.
Međutim, kasnije su se pojavili problemi. Kada su greške koje su kasnije uočene ispravljene (poput sustava HIP 11952), nije više bilo traga planetu. Zbog toga je ovo otkriće odbačeno.
Ali kasnija istraživanja su pokazala da je planet možda progutala njegova zvijezda. Ta zvijezda, HIP 13044, sada je ugljikova zvijezda, na samom kraju svog životnog vijeka, tako da bi ovo mogao biti pokazatelj što čeka naš Sunčev sustav u budućnosti.

### Planeti u Andromedi
Andromeda najbliža je velika spiralna galaksija slična Mliječnome Putu, udaljena samo 2,54 milijuna svjetlosnih godina, i stoga su tu traženi ekstragalaktički planeti. Prvi takav navodno je otkriven 1999., u događaju zvanom PA-99-N2, s masom 6,34 puta većom od Jupitera, i koji kruži oko crvenog diva. Iako su se kasnije otkrile anomalije, u 2009. otkriven je možda prvi planet u Andromedi. Još uvijek nije potvrđen, ali ni osporen.
U listopadu iste godine razmotrena je mogućnost da se planeti otkrivaju tehnologijom gravitacijske leće, koja stvara gravitaciski učinak koji može otkriti postojanje masivnog objekta, pa su tako tom tehnologijom traženi gore spomenuti planeti. Čak i manja tijela (s masom ispod 20 masa Zemlje), mogu stvoriti značajan gravitaciski učinak koji se potom može otkriti ovom tehnologijom.
Ova tehnologija je upotrebljiva za ovakve planete zbog toga što su ti planeti (u Andromedi), gotovo 100 puta udaljeniji negoli dosadašnji najudaljeniji otkriveni planeti.

### Planet povezan s Twin kvazarom
Gravitacijski učinak otkriven je 1996. u kvazaru nazvanom Twin Quasar. Riječ je o kvazaru otkrivenom 1979. godine. Predviđeno je da je učinak izazvao planet mase 3 Zemlje. To nije ponavljajući događaj, pa je samo tada bilo moguće razmotriti činjenice. Događaj je značajan po tome što je to bio prvi kandidat za ekstragalaktičkog planeta ikad.

### Dokaz populacije odbjeglih planeta
U 2018. godini tim astrofizičara s Fakulteta Oklahoma je po prvi puta našao dokaz za populaciju odbjeglih planeta u galaksiji u kojoj se nalazi kvazar RX J1131-1231. Populacija bi mogla obuhvaćati oko 2000 planeta rangiranih od Mjesečeve do Jupiterove mase.